# Polymixia nobilis
Polymixia nobilis är en fiskart som beskrevs av Lowe, 1838. Polymixia nobilis ingår i släktet Polymixia och familjen Polymixiidae. Inga underarter finns listade i Catalogue of Life.